# Філіпп II фон Даун
Філіпп II фон Даун (нім. Philipp II. von Daun; 1463 — 12 лютого 1515) — церковний і державний діяч Священної Римської імперії, 49-й архієпископ Кельна-курфюрст і 21-й герцог Вестфалії в 1508—1515 роках.

## Життєпис
Походив із рейнландського шляхетського роду Даун. Четвертий син барона Віріха IV Даун-Оберштайна цу Фалькенштайна та графині Маргарити фон Лайнінген-Гарденбург-Кибург. Народився 1463 року. Замолоду призначений для церковної кар'єри. Доволі швидко стає каноніком-пребенда Кельнського собору. 1488 року призначено схоластиком цього ж собору, а 1489 року — його деканом. Також був каноніком собору і в Трірі.
За часів архієпископа Германа IV очолив капітул Кельнського собору. Згодом стає радником Кельнського архієпископа. 1499 року стає пріором кафедрального собору у Страсбурзі. 1506 року призначено каноніком церкви Св. Ламберта в Льєжі.
13 листопада 1508 року обирається архієпископом Кельна, перемігши на виборах Еріха II фон Саксен-Лауенбурга, єпископа Гільдесгайма. Отримав папське підтвердження 31 січня 1509 року, 18 квітня того ж року отримав від папи римського Юлія II паллій. Філіпп фон Даун був висвячений на єпископа 14 листопада 1509 року Ераром де ла Марком, єпископом Льєжа.
Продовжив політику попереднника, спрямовану на мирні стосунки з сусідами та зміцнення економічної та духовної влади в середині курфюрства. Як й інші архієпископи намагався підкорити магистрат Кельна, проте марно. Проводив регулярні провінційні синоди, спрямовані на зміцнення якості церковної служби.
Помер 1515 року у Попельсдорфі. Поховано в Кельнському соборі. Новим архієпископом став Герман фон Від.